# Haus Northof
Das Haus Northof ist eine Motte der Essener Abtei Werden im Stadtteil Pelkum der der westfälischen Stadt Hamm am Selbach.

## Geschichte
Der Name des Hauses Nordhoff bezieht sich auf die Lage zum Haus Bögge, das ebenso im Besitz der Essener Abtei Werden war. Nach Haus Northof nannte sich ein Zweig des Adelsgeschlechts derer von Bögge, deren bekanntestes Mitglied der märkische Geschichtsschreiber Levold von Northof war (1279–ca. 1360). 1400 erhielt die Familie von der Recke den Besitz als Lehen. Im Erbgang ging das Haus 100 Jahre später an die Familie von Freseken. Die weiteren Besitzer waren von Hoete zu Haus Bögge, von Hugenpoet, von Dombrock, von Bodelschwingh-Plettenberg und von Quadt-Füchtenbrock.
Anfang des 17. Jahrhunderts wurden die Gebäude abgerissen.

## Beschreibung
Die Burg besaß die Gestalt einer Motte und zeichnet sich heute als runder, leicht erhöhter Hügel von ca. 40 m Durchmesser im Gelände ab, der von einem max. 10 m breiten Graben umgeben ist. Über den ehemaligen Gebäudebestand ist nichts bekannt.